# 無法街 (1941年の映画)
『無法街』（むほうがい、Honky Tonk）は、1941年に公開されたアメリカ合衆国の西部劇映画。監督はジャック・コンウェイ。出演はクラーク・ゲーブルやラナ・ターナーなど。

## あらすじ
キャンディ・ジョンソンとスナイパーはイカサマ賭博から引退しようと考え、ゴールド・ラッシュに沸くイエロー・クリークを訪れる。道中、キャンディは治安判事コットンの娘エリザベスに惚れる。コットンはキャンディの賭博仲間だったものの、酒場で再開した際に娘にそのことを伏せてくれと頼む。その時、イカサマがらみのトラブルが起こり、キャンディは「自殺」という名前の拳銃を使ったゲームで顔役のブラゾスから大金を巻き上げる。ブラゾスの賭博場でキャンディは元恋人のゴルディと再会する。キャンディに相手にされなかったゴルディは怒りのあまり、エリザベスに彼の悪口を告げるも無視され、結婚に持ち込まれてしまう。
その後、キャンディは遊び場の経営で成功を収めるが、それを危惧したコットンはすべてを明かそうとするも、キャンディの部下に殺される。また、キャンディの子を妊娠していたエリザベスも父の死を聞いたショックで流産してしまう。キャンディは持ち金を彼女のもとに残してスナイパーと2人で街を去ろうとする。ブラゾスはキャンディを暗殺しようとするが返り討ちに遭う。
その後、別の町に到着した際、スナイパーは密かにエリザベスを呼び寄せ、再会するように仕向ける。

## キャスト

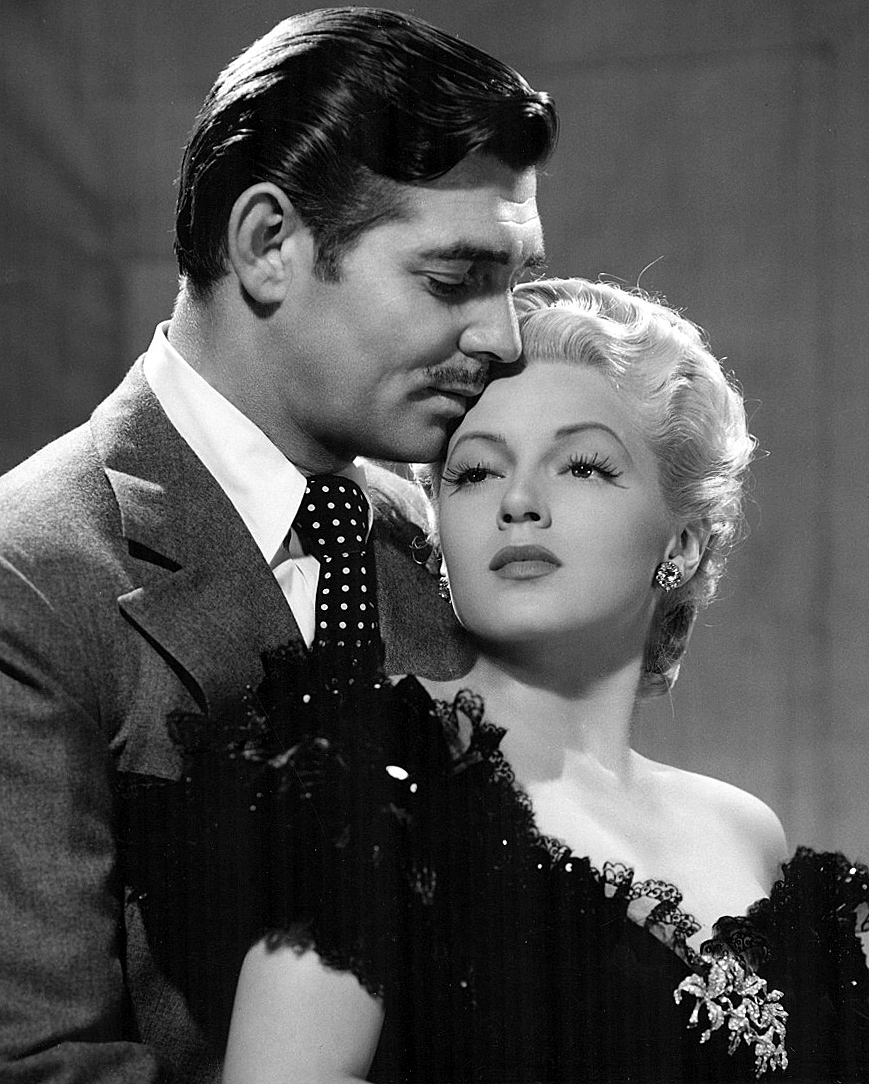
クラーク・ゲーブルとラナ・ターナー

※括弧内は日本語吹替（初回放送1967年10月29日『日曜洋画劇場』）
- キャンディ・ジョンソン：クラーク・ゲーブル（納谷悟朗）
- エリザベス・コットン：ラナ・ターナー（津村悠子）
- コットン判事：フランク・モーガン（緑川稔）
- ゴールド・ダスト・ネルソン：クレア・トレヴァー（中村紀子子）
- ヴァーナー夫人：マージョリー・メイン（北原文枝）
- ブラゾス・ハーン：アルバート・デッカー（外山高士）
- ダニエル・ウェルス：ヘンリー・オニール（河村弘二）
- スナイパー：チル・ウィルス（八奈見乗児）
  - その他吹替：城山堅、北村弘一

## スタッフ
- 監督：ジャック・コンウェイ
- 製作：パンドロ・S・バーマン
- 脚本：マルグリット・ロバーツ、ジョン・サンフォード、アンナリー・ウィットモア・ファディマン
- 撮影：ハル・ロッソン、ウィリアム・ダニエルズ（ノンクレジット）
- 音楽：フランツ・ワックスマン